# 北五老内町
北五老内町（きたごろううちまち）は、福島県福島市の町名。丁番を持たない単独町名である。郵便番号は960-8131。

## 地理
市の本庁所管にあたる中央東地域に属し、中心市街地の東部に位置する。東西は福島市道豊田町八島町線（旧奥州街道）から福島市道浜田町春日町線にかけての約260～330m、南北は福島市道30号曾根田三本木線から福島市道142号旭町森合町線にかけての約250mの台形の範囲を町域とする。北で旭町、東で桜木町、南で五老内町、西で花園町、北西で山下町の南東角と隣接する。上町に所在する 福島警察署及び天神町に所在する福島消防署のそれぞれ管轄にあたる。

## 歴史
1940年代に従来の大字腰浜を廃し、地番呼称変更が行われ設置された。1964年に住居表示が実施され現在に至る。

## 世帯数と人口
2021年（令和3年）10月31日現在の世帯数と人口は以下の通りである。
| 町丁       | 世帯数  | 人口  |
| ---------- | ------- | ----- |
| 北五老内町 | 283世帯 | 510人 |

## 小・中学校の学区
市立小・中学校に通う場合、学区は以下の通りとなる。
| 番地 | 小学校                 | 中学校                 |
| ---- | ---------------------- | ---------------------- |
| 全域 | 福島市立福島第二小学校 | 福島市立福島第二中学校 |

## 交通

### 鉄道
- 域内に鉄道施設は無い。

### 道路
- 国道4号北町バイパス
- 福島市道30号曾根田三本木線
- 福島市道142号旭町森合町線
- 福島市道豊田町八島町線（旧奥州街道・旧国道4号・旧電車通り）

### バス
福島交通路線バス
- 花園町
  - 市内循環ももりん1コース（大町先回り）（1番ポール）
  - 市内循環ももりん2コース（美術館先回り（2番ポール）

## 施設
- 日本年金機構東北福島年金事務所
- 花園町郵便局